# Alicia Aparicio
Alicia Noemi Aparicio (San Fernando, 14 de septiembre de 1954) es una política argentina. Desde 2019 se desempeña como diputada nacional del Frente de Todos, licenciada en economía de la UBA, esposa de Luis Andreotti (intendente de San Fernando 2011-2019). Fue presidente del Consejo Escolar; secretaria de Educación, Cultura, Deporte y Contención Social; concejal y secretaria de Salud Pública, Desarrollo Humano y Políticas Ambientales del Municipio de San Fernando.

## Reseña biográfica
Alicia Aparicio nació en San Fernando en 1954, es licenciada en economía por la Universidad Nacional de Buenos Aires. Esposa de Luis Andreotti (intendente de San Fernando en dos períodos 2011 y 2015); madre de María Eva y Juan Francisco (intendente electo 2019); y hermana del presidente del Concejo Deliberante, Santiago Aparicio. 
Con sus padres y hermanos se mudaron a Córdoba en donde cursó la educación primaria, secundaria y el primer años de la carrera universitaria. Luego se volvieron a mudar a San Fernando. Desde sus 17 años es militante política en el Partido Justicialista. 
Conoció a Luis Andreotti desde muy joven con quién formó una familia y compartieron años de militancia. Sus hijos, fruto de esa relación, María Eva y Juan Francisco.
En San Fernando ocupó cargos en el ejecutivo y legislativo. Con la vuelta de la democracia en el año 1983 fue presidente del Consejo Escolar. En 2011, cuando comenzó la gestión de Luis Andreotti fue la secretaría de Educación, Cultura, Deporte y Contención Social; secretaría de Salud Pública, Desarrollo Humano y Políticas Ambientales (2015 al 2017 y 2018 al 2019). En las elecciones de 2017 encabezó la lista de concejales, cargo que ocupó por el término de un año. En las elecciones presidenciales del 2019, resultó elegida diputada nacional representando a la Provincia de Buenos Aires.
- Datos: Q76824320
- Multimedia: Alicia Aparicio / Q76824320